# III liga polska w piłce nożnej, grupa pomorsko-zachodniopomorska (2013/2014)
III liga, grupa pomorsko-zachodniopomorska, sezon 2013/2014 – 6. edycja rozgrywek czwartego poziomu ligowego piłki nożnej mężczyzn w Polsce po reorganizacji lig w 2008 roku. Brało w niej udział 16 drużyn z województwa pomorskiego i województwa zachodniopomorskiego. Walczyły one o miejsce w barażach do II ligi. Ostatnie zespoły spadły odpowiednio do grup: pomorskiej i zachodniopomorskiej IV ligi. Opiekunem ligi był Zachodniopomorski Związek Piłki Nożnej.
Sezon ligowy rozpoczął się 10 sierpnia 2013 roku, a ostatnie mecze rozegrane zostały 1 czerwca 2014 roku.

## Zasady rozgrywek
Zmagania w lidze toczyły się systemem kołowym w dwóch rundach – jesiennej i wiosennej. Każda z drużyn rozgrywała z pozostałymi po 2 mecze. Zwycięzca otrzymał możliwość gry w barażach o II ligę.
Do ligi awansował mistrz i wicemistrz IV ligi z grupy pomorskiej oraz mistrz i wicemistrz IV ligi z grupy zachodniopomorskiej. Drużyny, które po zakończeniu rozgrywek zajęły w tabeli odpowiednio 14, 15, 16, 17 i 18. miejsce, spadły do właściwej terytorialnie IV ligi i w kolejnym sezonie występowały w IV lidze. Liczba drużyn spadających z III ligi ulega zwiększeniu o liczbę drużyn, które spadły z II ligi zgodnie z przynależnością terytorialną do Pomorskiego lub Zachodniopomorskiego ZPN.
Drużyna, która zrezygnowała z uczestnictwa w rozgrywkach, zdegradowana została o 2 klasy rozgrywkowe i przenosiona na ostatnie miejsce w tabeli (jeśli rozegrała przynajmniej 50% spotkań sezonu; wtedy mecze nierozegrane weryfikowane były jako walkowery 0:3 na niekorzyść drużyny wycofanej) lub jej wyniki zostają anulowane. Z rozgrywek eliminowana – i również degradowana o 2 klasy rozgrywkowe – była drużyna, która nie rozegrała z własnej winy 3 spotkań sezonu.
Kolejność w tabeli ustala się według liczby zdobytych punktów. W przypadku uzyskania równej liczby punktów przez dwie drużyny, o zajętym miejscu decydują:
a) liczba zdobytych punktów w spotkaniach bezpośrednich,
b) korzystniejsza różnica między zdobytymi i utraconymi bramkami w spotkaniach bezpośrednich,
c) przy uwzględnieniu reguły UEFA, że bramki strzelone na wyjeździe liczone są podwójnie, korzystniejsza różnica między zdobytymi i utraconymi bramkami w spotkaniach bezpośrednich,
d) korzystniejsza różnica bramek we wszystkich spotkaniach z całego cyklu rozgrywek,
e) większa liczba bramek zdobytych we wszystkich spotkaniach z całego cyklu.
W przypadku, gdy dwoma zespołami o jednakowej liczbie punktów są zespoły, których kolejność decyduje o awansie lub spadku, stosuje się wyłącznie zasady określone w punktach a, b i c, a jeżeli one nie rozstrzygną kolejności, zarządza się spotkanie barażowe na neutralnym boisku, wyznaczonym przez Wydział Gier PZPN.
Przy więcej niż dwóch zespołach przeprowadzona została dodatkowa punktacja pomocnicza spotkań wyłącznie między zainteresowanymi drużynami, kierując się kolejno zasadami podanymi punktach a, b, c, d oraz e.
| Uczestnicy poprzedniej edycji | Uczestnicy poprzedniej edycji | Uczestnicy poprzedniej edycji | Uczestnicy poprzedniej edycji |
| ----------------------------- | ----------------------------- | ----------------------------- | ----------------------------- |
| KOT                           | Kotwica Kołobrzeg             | 2                             |                               |
| DDP                           | Drawa Drawsko Pomorskie       | 3                             |                               |
| LG2                           | Lechia II Gdańsk              | 4                             |                               |
| CAR                           | Cartusia Kartuzy              | 5                             |                               |
| GWK                           | Gwardia Koszalin              | 6                             |                               |
| BAR                           | Pogoń Barlinek                | 7                             |                               |
| AR2                           | Arka II Gdynia                | 8                             |                               |
| BAŁ                           | Bałtyk Gdynia                 | 9                             |                               |
| KOD                           | Koral Dębnica                 | 10                            |                               |
| CHP                           | Chemik Police                 | 11                            |                               |
| PO2                           | Pogoń II Szczecin             | 12                            |                               |
| ENG                           | Energetyk Gryfino             | 13                            |                               |
| PGD                           | Polonia Gdańsk                | 14                            |                               |

| Awans z IV ligi 2012/2013 | Awans z IV ligi 2012/2013 | Awans z IV ligi 2012/2013 | Awans z IV ligi 2012/2013 |
| ------------------------- | ------------------------- | ------------------------- | ------------------------- |
| grupa pomorska            |                           |                           |                           |
| KAS                       | Kaszubia Kościerzyna      | 1                         |                           |
| PPO                       | Pomorze Potęgowo          | 2                         |                           |
| grupa zachodniopomorska   |                           |                           |                           |
| BAK                       | Bałtyk Koszalin           | 1                         |                           |
| LEM                       | Leśnik Manowo             | 2                         |                           |

Objaśnienia:

## Tabela
| Lp. | Drużyna                 | M  | Z  | R  | P  | Bramki | Bramki | Różn. | Pkt | Uwagi             | Bezpośrednio |
| --- | ----------------------- | -- | -- | -- | -- | ------ | ------ | ----- | --- | ----------------- | ------------ |
| 1   | Kotwica Kołobrzeg       | 30 | 18 | 6  | 6  | 69     | 34     | +35   | 60  |                   |              |
| 2   | Bałtyk Koszalin         | 30 | 15 | 10 | 5  | 56     | 26     | +30   | 55  |                   |              |
| 3   | Gwardia Koszalin        | 30 | 15 | 7  | 8  | 37     | 24     | +13   | 52  |                   |              |
| 6   | Bałtyk Gdynia           | 30 | 13 | 9  | 8  | 46     | 35     | +11   | 48  |                   |              |
| 7   | Cartusia Kartuzy        | 30 | 14 | 5  | 11 | 43     | 41     | +2    | 47  |                   |              |
| 4   | Drawa Drawsko Pomorskie | 30 | 14 | 5  | 11 | 46     | 37     | +9    | 47  |                   |              |
| 5   | Pogoń II Szczecin       | 30 | 13 | 7  | 10 | 52     | 51     | +1    | 46  |                   |              |
| 8   | Kaszubia Kościerzyna    | 30 | 13 | 7  | 10 | 49     | 42     | +7    | 46  |                   |              |
| 10  | Arka II Gdynia          | 30 | 13 | 5  | 12 | 43     | 34     | +9    | 44  |                   |              |
| 9   | Lechia II Gdańsk        | 30 | 12 | 6  | 12 | 59     | 51     | +8    | 42  |                   |              |
| 12  | Leśnik Manowo           | 30 | 10 | 9  | 11 | 39     | 39     | 0     | 39  |                   |              |
| 11  | Pomorze Potęgowo1 (S)   | 30 | 11 | 4  | 15 | 40     | 60     | −20   | 37  | Spadek do IV ligi |              |
| 13  | Chemik Police           | 30 | 8  | 9  | 13 | 32     | 44     | −12   | 33  |                   |              |
| 14  | Koral Dębnica (S)       | 30 | 7  | 5  | 18 | 32     | 65     | −33   | 26  | Spadek do IV ligi |              |
| 15  | Energetyk Gryfino (S)   | 30 | 5  | 8  | 17 | 23     | 46     | −23   | 23  | Spadek do IV ligi |              |
| 16  | Polonia Gdańsk (S)      | 30 | 5  | 6  | 19 | 22     | 59     | −37   | 21  | Spadek do IV ligi |              |

## Wyniki
| Gospodarz \ Gość        | AR2 | BAŁ | BAK | CAR | CHP | DDP | ENG | LEM | GWK | KAS | KOT | KOD | LG2 | PGD | PO2 | PPO |
| Arka II Gdynia          |     | 1:3 | 1:0 | 2:1 | 3:0 | 2:0 | 3:0 | 1:2 | 1:1 | 3:1 | 1:2 | 4:0 | 2:0 | 3:1 | 1:0 | 2:0 |
| Bałtyk Gdynia           | 2:1 |     | 0:3 | 1:2 | 4:1 | 3:1 | 1:0 | 1:1 | 0:1 | 1:3 | 1:1 | 0:0 | 3:2 | 2:0 | 2:4 | 1:2 |
| Bałtyk Koszalin         | 3:0 | 0:0 |     | 0:1 | 1:0 | 1:1 | 2:2 | 2:1 | 2:1 | 0:0 | 2:2 | 6:0 | 4:0 | 2:1 | 3:1 | 0:0 |
| Cartusia Kartuzy        | 3:2 | 0:0 | 1:3 |     | 1:1 | 4:2 | 1:0 | 0:2 | 0:2 | 2:1 | 1:3 | 3:1 | 0:1 | 1:2 | 1:3 | 3:1 |
| Chemik Police           | 0:0 | 1:1 | 2:2 | 1:1 |     | 1:0 | 3:1 | 0:2 | 1:1 | 0:2 | 0:0 | 0:0 | 3:0 | 4:1 | 1:1 | 2:0 |
| Drawa Drawsko Pomorskie | 3:1 | 1:0 | 1:2 | 0:1 | 2:0 |     | 1:1 | 0:1 | 1:1 | 1:1 | 0:2 | 4:2 | 3:0 | 2:0 | 2:1 | 6:0 |
| Energetyk Gryfino       | 2:1 | 0:2 | 1:4 | 1:3 | 0:1 | 1:2 |     | 3:2 | 0:1 | 2:1 | 0:4 | 1:0 | 3:3 | 1:2 | 0:0 | 1:2 |
| Leśnik Manowo           | 1:1 | 4:3 | 0:0 | 1:1 | 0:1 | 0:1 | 0:0 |     | 0:0 | 0:2 | 2:2 | 0:3 | 1:2 | 4:0 | 5:1 | 2:1 |
| Gwardia Koszalin        | 0:2 | 0:1 | 1:0 | 1:0 | 4:2 | 4:0 | 1:0 | 0:0 |     | 1:2 | 2:0 | 0:1 | 3:1 | 1:0 | 0:0 | 1:0 |
| Kaszubia Kościerzyna    | 2:1 | 1:1 | 1:2 | 1:2 | 1:0 | 0:3 | 0:0 | 2:0 | 1:3 |     | 2:3 | 2:1 | 3:2 | 4:0 | 2:2 | 3:2 |
| Kotwica Kołobrzeg       | 2:0 | 0:0 | 3:1 | 5:1 | 2:1 | 2:3 | 1:0 | 4:2 | 2:0 | 1:1 |     | 4:0 | 0:2 | 1:0 | 5:1 | 6:0 |
| Koral Dębnica           | 0:1 | 0:4 | 0:5 | 1:1 | 2:1 | 2:3 | 1:2 | 0:3 | 1:3 | 2:1 | 0:4 |     | 2:1 | 2:2 | 4:0 | 3:1 |
| Lechia II Gdańsk        | 1:1 | 1:2 | 2:2 | 0:1 | 6:0 | 0:1 | 3:1 | 1:1 | 2:1 | 1:3 | 5:2 | 2:2 |     | 3:2 | 8:2 | 3:1 |
| Polonia Gdańsk          | 1:1 | 1:1 | 0:0 | 1:2 | 0:2 | 1:0 | 0:0 | 2:0 | 0:1 | 1:4 | 0:5 | 1:0 | 0:3 |     | 1:1 | 0:1 |
| Pogoń II Szczecin       | 2:1 | 1:2 | 3:0 | 2:0 | 3:1 | 1:2 | 1:0 | 4:0 | 1:1 | 3:0 | 3:1 | 4:1 | 1:1 | 4:1 |     | 1:2 |
| Pomorze Potęgowo        | 1:0 | 2:4 | 0:4 | 0:5 | 3:2 | 1:1 | 0:0 | 1:2 | 3:1 | 2:2 | 3:0 | 2:1 | 1:3 | 4:1 | 4:0 |     |

Aktualne na 1 czerwca 2014. Źródło: 90minut
Objaśnienia:
1Drużyna gospodarzy jest wymieniona po lewej stronie tabeli.
Kolory: zielony – zwycięstwo gospodarzy, żółty – remis, różowy – zwycięstwo gości.
Mistrz jesieni 2013/2014: Drawa Drawsko Pomorskie
Kwalifikacja do baraży o II ligę: Kotwica Kołobrzeg
Awans do nowej II ligi: Kotwica Kołobrzeg
Spadek do IV ligi: 